# 王野
王野（1987年6月17日—），中國遼寧瀋陽人，中國男歌手。沈阳音乐学院毕业，2010年藉由湖南卫视歌唱比賽節目《2010快乐男声》全国第七名出道，随后签约天娱传媒公司，唱片约在索尼音乐。

## 主要经历
- 1987年，出生于辽宁省沈阳市一个普通工人家庭；
- 2006年，毕业于沈阳音乐学院；
- 2006年开始至2010年，参加过《我型我秀》《金钟大赛》等各项比赛均获得优秀成绩；
- 2010年，参加湖南卫视《2010快乐男声》沈阳赛区比赛，一路过关斩将最后获得全国第七名[1]；
- 2011年1月，签约天娱传媒，索尼唱片[2]；同年3月，发行首张EP专辑《温暖如野》[3]；
- 2012年5月，发行首张个人专辑《痛快》[4]。
- 2013年，主持旅游栏目《说走就走我们爱旅行》
- 2014年，在科幻电视剧《不可思议的夏天》中扮演“王涵宇”一角

## 獲得獎項
- 2006年 东方卫视《我型我秀》全国总决赛100强
- 2007年 东方卫视《我型我秀》全国总决赛40强
- 2009年 深圳卫视《中国流行音乐金钟奖》沈阳赛区10强
- 2010年 湖南卫视《快乐男声》沈阳唱区季军、全国总决赛7强
- 2011年 中国原创歌曲奖「内地最具潜力新人」银奖；中歌榜季度金曲《想为你做的》
- 2012年 东方风云榜2011年度东方新人奖；MSN星月年度单曲
- 2013年 音乐先锋榜年度颁奖典礼“年度乐坛进步奖”、“年度摇滚歌手(内地)”

## 音樂作品

### 专辑/EP
| 专辑数量 | 专辑名称     | 专辑类型 | 发行公司 | 发行日期       | 专辑曲目 |
| -------- | ------------ | -------- | -------- | -------------- | --- |
| 第一张   | 《温暖如野》 | EP       | 索尼音乐 | 2011年3月15日  | 曲目 1. 想为你做的 2. 夜夜夜夜 3. 野雁高飞 4. 我会一直在这里 |
| 第二张   | 《痛快》     | 專輯     | 索尼音乐 | 2012年5月18日  | 曲目 1. 痛快 2. Super Me 3. 让寂寞更寂寞 4. 骗自己 5. 我困住了我 6. 该你的幸福 7. 你终于离开我了 8. 让爱走到底 9. 简单的爱 10. 是我先開口 11. 荣耀归来（网络大型游戏《佣兵天下》的主题曲） |
| 第三张   | 《親愛的》   | 單曲     | 種子音樂 | 2016年12月15日 | 曲目 1. 親愛的 |
| 第四张   | 《我可以》   | 單曲     | 種子音樂 | 2017年1月10日  | 曲目 1. 我可以 |

### 單曲
- 2010年 《最后一秒》（收录在2010快樂男聲合辑《我的舞台》专辑中）
- 2010年 《大兵说事》（辽宁卫视《大兵说事》主题曲）
- 2010年 《情歌》
- 2010年 《我的舞台》（2011年湖南卫视跨年演唱会主题曲）
- 2011年 《给力青春》（2010快乐男声主题曲）

## 影视作品
- 2014年 电视剧《不可思议的夏天》扮演“王涵宇”

## 电视节目
- 湖南卫视《快乐大本营》《越淘越开心》《天天向上》《想唱就唱》《挑战麦克风》《帮助微力量》《百变大咖秀》《快乐男声》《一呼百应》《勇往直前》《娱乐无极限》《天声一队》
- 中央电视台《一起音乐吧》《军旅人生》《欢乐中国行》《中华情》
- 青海卫视《花儿朵朵》
- 湖北卫视《我爱我的祖国》《包公来了》《超级新秀场》
- 黑龙江卫视《爱笑会议室》《能人驾到》
- 深圳卫视《年代秀》
- 广西卫视《挑战名人墙》
- 山东卫视《歌声传奇》
- 北京卫视《最佳现场》
- 浙江卫视《我爱记歌词》
- 东方卫视《我型我秀》《东方风云榜》
- 光线传媒《音乐风云榜》
- 辽宁卫视《新笑林》
- 东南卫视《好好学习吧》《大驾光临》
- 台湾中视《康熙来了》
- 江苏卫视《非常不1班》
- 搜索视频《说走就走的旅行》
- 四川卫视《中国藏歌会》
- 安徽卫视《亚洲偶像盛典》
- 云南卫视《音乐现场》
- 芒果TV《金鹰访谈》
- 南方卫视《南方音乐》
- 天津卫视《天下无双》
- 网易视频《超级面对面》

## 外部連結
- 王野 新浪微博 （页面存档备份，存于）